# Glenn Rupertus
Glenn Richard Rupertus (* 26. Juli 1964 in Wetaskiwin) ist ein ehemaliger kanadischer Biathlet. Er nahm an drei Olympischen Winterspielen und neun Biathlon-Weltmeisterschaften teil.
Glenn Rupertus startete für den Camrose Ski Club. Seit 1985 nahm er an internationalen Rennen teil. Bei den Biathlon-Weltmeisterschaften 1985 in Ruhpolding wurde er 72. des Sprints. Ein Jahr später am Holmenkollen in Oslo kam der Kanadier auf Platz 67 im Einzel, 40 im Sprint und mit Eric Rauhanen, Charles Plamondon und Paget Stewart 17 mit der Staffel. 1987 kamen in Lake Placid ein 59. Platz im Einzel und Rang 43 im Sprint hinzu. 1988 nahm Rupertus an seinen ersten Olympischen Spielen teil. Damit gehörte er zum Team, das erstmals seit 20 Jahren wieder an olympischen Biathlon-Wettbewerben teilnahm. Im heimischen Calgary belegte er die Plätze 34 in Einzel und Sprint sowie mit Plamondon, Ken Karpoff und Jamie Kallio Platz 15 im Staffelrennen. Bei der WM 1989 in Feistritz an der Drau kamen die Ränge 35 im Einzel und 30 im Sprint hinzu. 1990 wurde Rupertus in Minsk im Einzel 51., die übrigen Rennen, die Wetterbedingt in Oslo und Kontiolahti ausgetragen wurden, bestritt der Kanadier nicht. Auch 1991 in Lahti bestritt er mit dem Sprint nur ein Rennen und wurde bei diesem 54. Bei seinen zweiten Olympischen Spielen 1992 in Albertville kam er wieder in allen drei Rennen zum Einsatz und wurde 20. des Einzels, 52. des Sprints und mit Jean Paquet, Tony Fiala und Steve Cyr Staffel-Zehnter. Die WM 1993 in Borowez beendete Rupertus auf einem 26. Platz im Einzel und einem 32. Rang im Sprint. Mit der Staffel in der Olympiabesetzung wurde er 17. 1994 folgte in Lillehammer die Teilnahme an seinen dritten Olympischen Spielen, bei denen er 49. des Einzels und 62. des Sprints wurde. Danach wurden die internationalen Einsätze weniger. Bei der WM 1997 in Osrblie erreichte er Platz 83 im Einzel, 52 im Sprint und mit Cyr, Paquet und Eric Jensen 21 im Staffelrennen. 1990 belegte er bei seiner letzten WM in Kontiolahti den 73. Platz im Sprint.
Auch im Biathlon-Weltcup startete Rupertus in der Zeit zwischen 1985 und 1999. Mehrfach konnte er in die Punkteränge laufen. Bestes Resultat wurde 1993 ein sechster Platz bei einem Einzel in Oberhof. 1993 wurde er der erste Kanadische Biathlet des Jahres, wozu er 1998 ein zweites Mal gewählt wurde. Einzig Robin Clegg konnte mit drei Titeln häufiger gewinnen.

## Biathlon-Weltcup-Platzierungen
Die Tabelle zeigt alle Platzierungen (je nach Austragungsjahr einschließlich Olympische Spiele und Weltmeisterschaften).
- 1.–3. Platz: Anzahl der Podiumsplatzierungen
- Top 10: Anzahl der Platzierungen unter den ersten zehn (einschließlich Podium)
- Punkteränge: Anzahl der Platzierungen innerhalb der Punkteränge (einschließlich Podium und Top 10)
- Starts: Anzahl gelaufener Rennen in der jeweiligen Disziplin
- Staffel: inklusive Mixed- und Single-Mixed-Staffeln

| Platzierung                                                              | Einzel | Sprint | Verfolgung | Massenstart | Staffel | Gesamt |
| ------------------------------------------------------------------------ | ------ | ------ | ---------- | ----------- | ------- | ------ |
| 1. Platz                                                                 |        |        |            |             |         |        |
| 2. Platz                                                                 |        |        |            |             |         |        |
| 3. Platz                                                                 |        |        |            |             |         |        |
| Top 10                                                                   | 1      |        |            |             | 1       | 2      |
| Punkteränge                                                              | 4      |        |            |             | 8       | 12     |
| Starts                                                                   | 35     | 42     |            |             | 8       | 85     |
| Stand: Karriereende, Daten nicht komplett, einschließlich WM und Olympia |        |        |            |             |         |        |